# Lomas de Tepemecatl
Lomas de Tepemecatl är en ort i Mexiko.   Den ligger i kommunen Tlalpan och delstaten Distrito Federal, i den sydöstra delen av landet, 24 km sydväst om huvudstaden Mexico City. Lomas de Tepemecatl ligger 2 955 meter över havet och antalet invånare är 1 392.
Terrängen runt Lomas de Tepemecatl är bergig. Runt Lomas de Tepemecatl är det mycket tätbefolkat, med 2 431 invånare per kvadratkilometer. Närmaste större samhälle är Tlalpan, 9,9 km nordost om Lomas de Tepemecatl. I omgivningarna runt Lomas de Tepemecatl växer huvudsakligen savannskog.